# Still GmbH
Still GmbH é uma fábrica alemã de empilhadeiras e equipamentos de armazenagem. Baseada na cidade de Hamburgo, a Still é uma subsidiária do grupo Kion.
No Brasil, a empresa tem sede e fábrica na cidade de Indaiatuba, interior de São Paulo.